# ビラリキー・タウンFC
ビラリキー・タウン・フットボールクラブ（Billericay Town Football Club）は、イングランド、エセックス州ビラリキーを本拠地とするサッカークラブである。2021-2022シーズンはナショナルリーグ・サウス（6部相当）に所属。

## タイトル

### 国内タイトル
- FAヴェイス:2回

1976-1977,1978-1979

### 国際タイトル
- なし